# Vieux Boulogne
Ne pas confondre avec le Vieux-Boulogne, un quartier de Boulogne-sur-Mer.

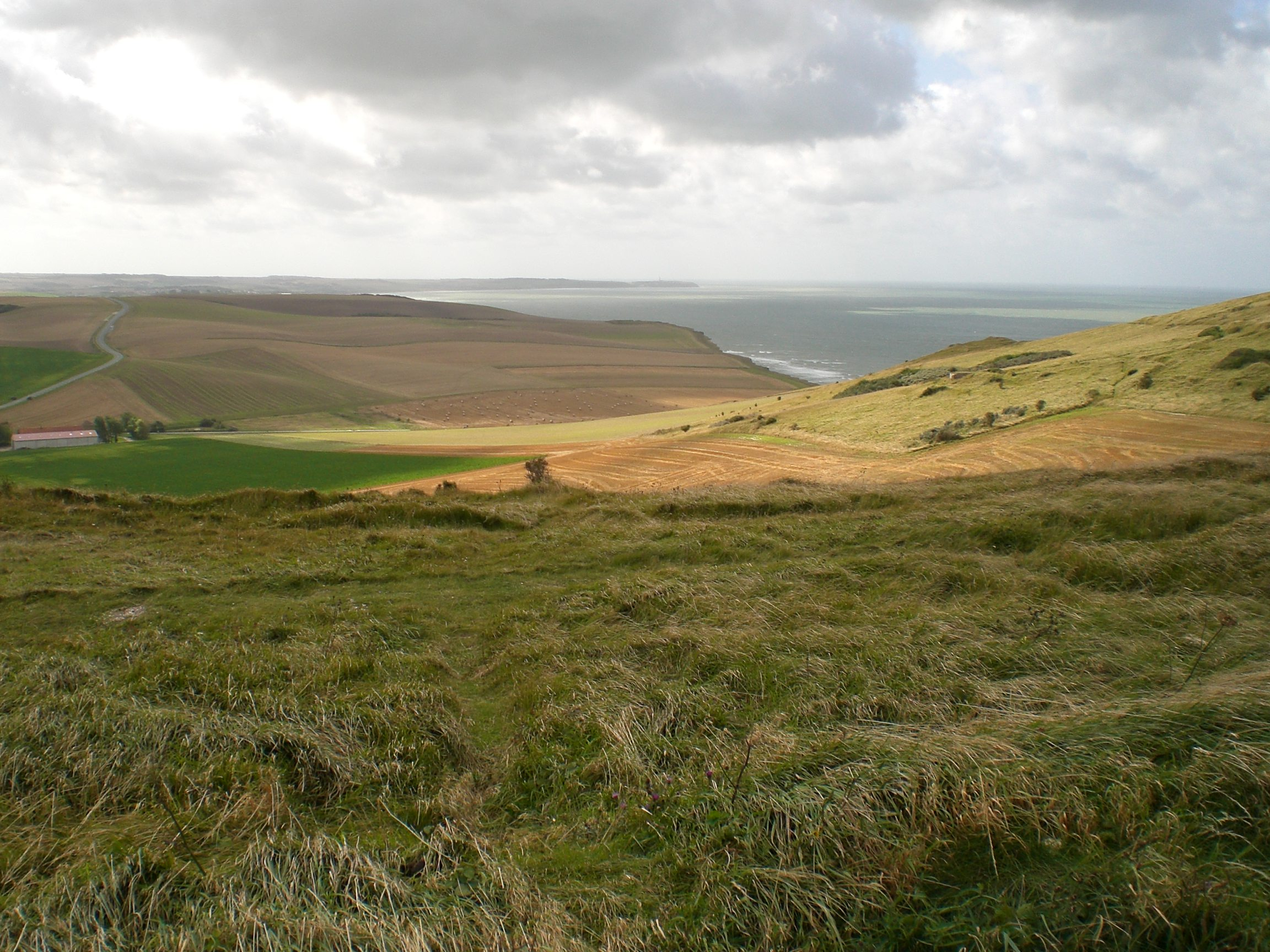
Herbages du cap Blanc-Nez.

Le vieux Boulogne est un fromage français de lait pasteurisé de vache, à pâte molle, fait dans le Pas-de-Calais, autour de Boulogne-sur-Mer.

## Élaboration
Ce fromage artisanal (laits achetés aux éleveurs et mélangés) est de forme carrée, environ 11 cm de côté et 4 cm d'épaisseur, et d'un poids pouvant aller jusqu'à 500 g. Sa pâte est molle et élastique, avec des trous de fermentation, et sa croûte, d'un rouge légèrement orangé, est lavée régulièrement à la bière de Saint-Léonard au cours de la fabrication. Ce fromage est "présalé" et affiné en 5 à 7 semaines.
Il est élaboré par trois laiteries, avec du lait de vaches élevées entre les caps Blanc-Nez et Gris-Nez, dont la végétation spécifique est due aux vents et aux embruns.

## Un bouquet singulier
Le vieux Boulogne est connu pour son odeur forte et a été désigné, en novembre 2004, par le docteur Stephen White et son équipe de chercheurs de l'université de Cranfield, dans le Bedfordshire au Royaume-Uni, comme le plus odoriférant de tous ceux qu'il leur a été donné de tester à l'aide de leur nez électronique et d'un groupe de 19 dégustateurs experts. Selon eux, la réaction biochimique de la bière sur le fromage serait à l'origine du phénomène.

## Commercialisation
Il est commercialisé uniquement dans une crèmerie, chez Philippe Olivier, affineur à Boulogne-sur-Mer, qui a œuvré pour son renouveau en 1982.